# Арей II
Арей II (др.-греч. Αρεύς Β΄; 262 до н. э.—254 до н. э.) — спартанский царь из дома Агиадов, правивший в 262—254 годах до н. э. Сын царя Акротата II.
Отец Арея II, юный царь Акротат II, погиб в бою при Мегалополе, когда его жена Хилонида была ещё беременна. Арей родился уже после смерти своего отца. Опекунство над новорождённым царём поручили Леониду, сыну Клеонима. Арей умер от болезни в восьмилетнем возрасте, и власть царя перешла к Леониду.